# River Volley 2016-2017
Questa voce raccoglie le informazioni riguardanti il River Volley nelle competizioni ufficiali della stagione 2016-2017.

## Stagione
La stagione 2016-17 è per il River Volley, sponsorizzato dalla Nordmeccanica e dalla Liu Jo, quest'ultima sponsorizzazione ereditata dalla squadra dalla LJ Volley, ritiratasi dalle competizioni, la nona, l'ottava consecutiva, in Serie A1: il club sposta la propria sede di gioco a Modena, città riportata nella denominazione. Come allenatore viene scelto Lorenzo Micelli, sostituito poi a campionato in corso da Marco Gaspari, mentre la rosa vede tra le conferme quelle di Giulia Leonardi, Francesca Marcon, Yvon Beliën, Federica Valeriano e Marika Bianchini, tra gli acquisti quelli di Francesca Ferretti e Laura Heyrman, entrambe provenienti dalla LJ Volley, Jovana Brakočević, Caterina Bosetti, Neriman Özsoy, Ilaria Garzaro e Valeria Caracuta, quest'ultima arrivata a stagione in corso, e tra le cessioni quelle di Christina Bauer, Floortje Meijners, Laura Melandri, Maja Ognjenović e Indre Sorokaite.

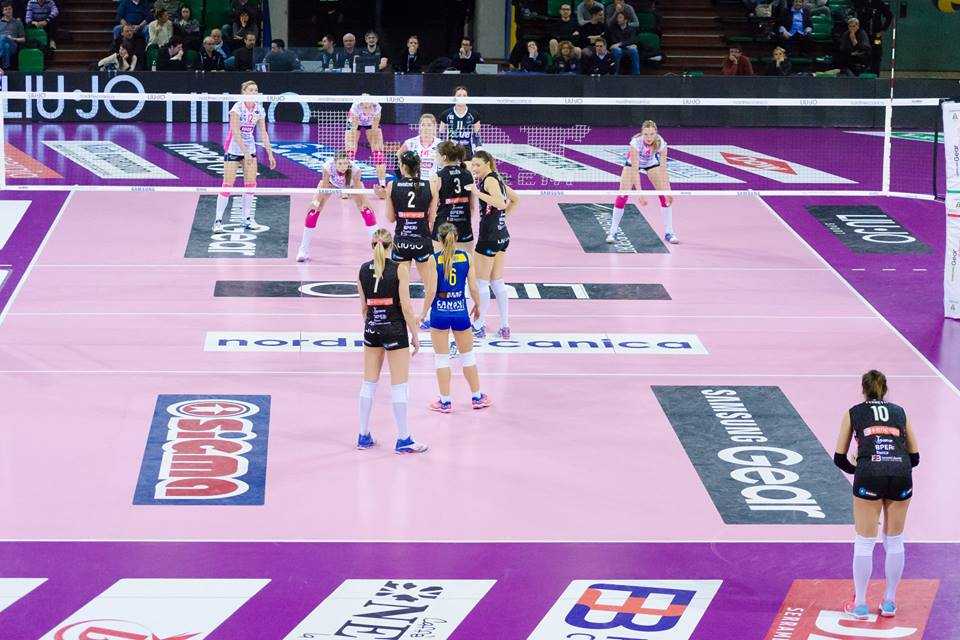
Il River Volley durante l'incontro contro l'AGIL Volley

Il campionato inizia con due vittorie mentre la prima sconfitta arriva alla terza giornata in casa della Pallavolo Scandicci, a cui fanno seguito altre due partite perse: nelle ultime sei giornate del girone di andata la squadra di Piacenza riesce a vincere due gare, ossia alla sesta giornata contro la Pro Victoria e nona giornata contro l'Azzurra Volley San Casciano, chiudendo all'ottavo posto, l'ultimo utile per qualificarsi alla Coppa Italia. Il girone di ritorno è un altalenarsi di risultati positivi e negativi, caratterizzato da una serie di tre vittorie di fila tra la diciottesima e la ventesima giornata: il River Volley termina la regular season al quinto posto in classifica e l'accesso ai play-off scudetto. Nei quarti di finale la sfida è contro il Volley Bergamo: dopo aver perso gara 1 vince le due partite successive accedendo così alle semifinali. Incontra quindi l'Imoco Volley che supera in due gare ottenendo la quarta finale della sua storia: nell'ultimo atto del campionato si confronta con l'AGIL Volley e dopo aver avuto la meglio in gara 1, perde le successive tre gare, dovendo rinunciare quindi al titolo di campione d'Italia.
L'ottavo posto al termine del girone di andata della Serie A1 2016-17 consente al River Volley di partecipare alla Coppa Italia; nella gara di andata delle semifinali contro il Volleyball Casalmaggiore vince per 3-0, mentre in quella di ritorno perde con lo stesso risultato: tuttavia, grazie al successo al golden set, accede alla Final Fuor di Firenze. In semifinali batte per 3-1 la Pallavolo Scandicci, mentre in finale è costretto a capitolare all'Imoco Volley, vittorioso per 3-0.
I risultati ottenuti nella stagione 2015-16 permettono alla squadra di prendere parte alla Champions League; il cammino del River Volley inizia dai turni di qualificazione: tuttavia riesce ad accedere alla fase a gironi superando, con vittorie sia nella gara di andata che in quella di ritorno, prima il Kamnik e poi il Racing Club de Cannes. Nella fase a gironi vince il proprio raggruppamento con cinque vittorie all'attivo e una sconfitta, accedendo così alla fase a eliminazione diretta; viene eliminato nei play-off a 6 a seguito della doppia sconfitta contro la Ženskij volejbol'nyj klub Dinamo Moskva.

## Organigramma societario
Area direttiva
- Presidente: Vincenzo Cerciello

Area tecnica
- Allenatore: Lorenzo Micelli (fino al 28 novembre 2016), Marco Gaspari (dal 29 novembre 2016)
- Allenatore in seconda: Filippo Schiavo
- Assistente allenatore: Davide Baraldi
- Scout man: Alessandro Cremaschi

Area sanitaria
- Medico: Gustavo Savino
- Preparatore atletico: Gianpaolo Chittolini
- Fisioterapista: Paolo Zucchi

## Rosa
| N° | Nome                | Ruolo | Data di nascita   | Nazionalità sportiva |
| -- | ------------------- | ----- | ----------------- | -------------------- |
| 1  | Molly Kreklow       | P     | 17 febbraio 1992  | Stati Uniti          |
| 1  | Valeria Caracuta    | P     | 14 dicembre 1987  | Italia               |
| 2  | Jovana Brakočević   | S/O   | 5 marzo 1988      | Serbia               |
| 3  | Yvon Beliën         | C     | 28 dicembre 1993  | Paesi Bassi          |
| 4  | Federica Valeriano  | S     | 15 ottobre 1985   | Italia               |
| 5  | Laura Heyrman       | C     | 17 maggio 1993    | Belgio               |
| 6  | Giulia Leonardi     | L     | 1º dicembre 1987  | Italia               |
| 7  | Francesca Marcon    | S     | 9 luglio 1983     | Italia               |
| 9  | Caterina Bosetti    | S     | 2 febbraio 1994   | Italia               |
| 10 | Francesca Ferretti  | P     | 15 febbraio 1984  | Italia               |
| 11 | Alessandra Petrucci | P     | 11 febbraio 1983  | Italia               |
| 13 | Neriman Özsoy       | S     | 13 luglio 1988    | Turchia              |
| 14 | Marika Bianchini    | S/O   | 23 aprile 1993    | Italia               |
| 18 | Ilaria Garzaro      | C     | 29 settembre 1986 | Italia               |

## Mercato
| Acquisti | Acquisti           | Acquisti   | Acquisti   |
| R.       | Nome               | da         | Modalità   |
| -------- | ------------------ | ---------- | ---------- |
| S        | Caterina Bosetti   | AGIL       | definitivo |
| S/O      | Jovana Brakočević  | Imoco      | definitivo |
| P        | Valeria Caracuta   | Golem      | definitivo |
| P        | Francesca Ferretti | LJ         | definitivo |
| C        | Ilaria Garzaro     | Neruda     | definitivo |
| C        | Laura Heyrman      | LJ         | definitivo |
| P        | Molly Kreklow      | Eczacıbaşı | definitivo |
| S        | Neriman Özsoy      | Eczacıbaşı | definitivo |

| Cessioni | Cessioni           | Cessioni        | Cessioni   |
| R.       | Nome               | a               | Modalità   |
| -------- | ------------------ | --------------- | ---------- |
| C        | Christina Bauer    | Neruda          | definitivo |
| P        | Molly Kreklow      | -               | svincolata |
| S        | Floortje Meijners  | Savino Del Bene | definitivo |
| C        | Laura Melandri     | San Casciano    | definitivo |
| P        | Maja Ognjenović    | Eczacıbaşı      | definitivo |
| S/O      | Giulia Pascucci    | VolAlto Caserta | definitivo |
| L        | Virginia Poggi     | Acqui Terme     | definitivo |
| S/O      | Indre Sorokaite    | San Casciano    | definitivo |
| S        | Veronica Taborelli | Pinerolo        | definitivo |

## Risultati

### Serie A1

#### Girone di andata
| 1ª giornata - 16 ottobre 2016 PalaYamamay, Busto Arsizio        | Busto Arsizio   | 0 - 3 | River         | 21-25, 23-25, 15-25               |
| 2ª giornata - 23 ottobre 2016 PalaPanini, Modena                | River           | 3 - 0 | Club Italia   | 28-26, 26-24, 25-21               |
| 3ª giornata - 29 ottobre 2016 Palazzetto dello Sport, Scandicci | Savino Del Bene | 3 - 1 | River         | 24-26, 25-22, 25-14, 25-17        |
| 4ª giornata - 23 novembre 2016 PalaPanini, Modena               | River           | 1 - 3 | Bergamo       | 24-26, 22-25, 25-21, 15-25        |
| 5ª giornata - 13 novembre 2016 PalaPanini, Modena               | River           | 0 - 3 | Flero         | 23-25, 24-26, 21-25               |
| 6ª giornata - 30 novembre 2016 Palazzetto dello Sport, Monza    | Pro Victoria    | 0 - 3 | River         | 19-25, 25-27, 24-26               |
| 7ª giornata - 27 novembre 2016 PalaTerdoppio, Novara            | AGIL            | 3 - 0 | River         | 28-26, 25-20, 25-19               |
| 8ª giornata - 3 dicembre 2016 PalaPanini, Modena                | River           | 2 - 3 | Casalmaggiore | 25-21, 27-25, 18-25, 15-25, 10-15 |
| 9ª giornata - 11 dicembre 2016 Nelson Mandela Forum, Firenze    | San Casciano    | 0 - 3 | River         | 23-25, 20-25, 20-25               |
| 10ª giornata - 19 dicembre 2016 PalaPanini, Modena              | River           | 2 - 3 | Imoco         | 23-25, 25-16, 25-17, 23-25, 6-15  |
| 11ª giornata - 26 dicembre 2016 PalaResia, Bronzolo             | Neruda          | 3 - 1 | River         | 25-23, 20-25, 25-17, 25-23        |

#### Girone di ritorno
| 12ª giornata - 15 gennaio 2017 PalaPanini, Modena         | River         | 1 - 3 | Busto Arsizio   | 25-14, 19-25, 24-26, 28-30        |
| 13ª giornata - 22 gennaio 2017 PalaYamamay, Busto Arsizio | Club Italia   | 1 - 3 | River           | 17-25, 20-25, 25-20, 23-25        |
| 14ª giornata - 29 gennaio 2017 PalaPanini, Modena         | River         | 3 - 2 | Savino Del Bene | 25-18, 25-17, 26-28, 19-25, 15-13 |
| 15ª giornata - 4 febbraio 2017 PalaNorda, Bergamo         | Bergamo       | 3 - 2 | River           | 25-14, 20-25, 25-18, 21-25, 15-10 |
| 16ª giornata - 12 febbraio 2017 PalaGeorge, Montichiari   | Flero         | 2 - 3 | River           | 23-25, 26-28, 25-23, 25-21, 12-15 |
| 17ª giornata - 15 febbraio 2017 PalaPanini, Modena        | River         | 0 - 3 | Pro Victoria    | 13-25, 22-25, 21-25               |
| 18ª giornata - 18 febbraio 2017 PalaPanini, Modena        | River         | 3 - 2 | AGIL            | 25-20, 26-28, 30-28, 22-25, 15-7  |
| 19ª giornata - 25 febbraio 2017 PalaRadi, Cremona         | Casalmaggiore | 1 - 3 | River           | 25-15, 18-25, 29-31, 22-25        |
| 20ª giornata - 11 marzo 2017 PalaPanini, Modena           | River         | 3 - 0 | San Casciano    | 25-18, 25-22, 25-22               |
| 21ª giornata - 18 febbraio 2017 PalaVerde, Villorba       | Imoco         | 3 - 2 | River           | 25-18, 25-20, 20-25, 23-25, 15-11 |
| 22ª giornata - 25 marzo 2017 PalaPanini, Modena           | River         | 3 - 1 | Neruda          | 25-17, 22-25, 25-19, 25-23        |

#### Play-off scudetto
| Quarti di finale (gara 1) - 8 aprile 2017 PalaPanini, Modena  | River   | 2 - 3 | Bergamo | 23-25, 25-21, 28-30, 25-15, 10-15 |
| Quarti di finale (gara 2) - 18 aprile 2017 PalaNorda, Bergamo | Bergamo | 1 - 3 | River   | 21-25, 21-25, 26-24, 10-25        |
| Quarti di finale (gara 3) - 19 aprile 2017 PalaNorda, Bergamo | Bergamo | 2 - 3 | River   | 16-25, 25-22, 25-23, 17-25, 23-25 |
| Semifinali (gara 1) - 26 aprile 2017 PalaPanini, Modena       | River   | 3 - 2 | Imoco   | 19-25, 22-25, 25-22, 25-16, 15-5  |
| Semifinali (gara 2) - 28 aprile 2017 PalaVerde, Villorba      | Imoco   | 2 - 3 | River   | 27-25, 25-18, 16-25, 19-25, 11-25 |
| Finale (gara 1) - 1º maggio 2017 PalaPanini, Modena           | River   | 3 - 1 | AGIL    | 25-23, 25-21, 17-25, 25-20        |
| Finale (gara 2) - 3 maggio 2017 PalaTerdoppio, Novara         | AGIL    | 3 - 0 | River   | 25-16, 27-25, 25-23               |
| Finale (gara 3) - 6 maggio 2017 PalaTerdoppio, Novara         | AGIL    | 3 - 1 | River   | 24-26, 25-23, 25-20, 25-21        |
| Finale (gara 4) - 11 maggio 2017 PalaPanini, Modena           | River   | 0 - 3 | AGIL    | 20-25, 17-25, 17-25               |

### Coppa Italia

#### Fase a eliminazione diretta
| Quarti di finale (andata) - 5 gennaio 2017 PalaPanini, Modena | River           | 3 - 0 | Casalmaggiore | 25-18, 25-22, 25-16                   |
| Quarti di finale (ritorno) - 8 gennaio 2017 PalaRadi, Cremona | Casalmaggiore   | 3 - 0 | River         | 25-15, 25-15, 25-19 Golden set: 16-18 |
| Semifinali - 4 marzo 2017 Nelson Mandela Forum, Firenze       | Savino Del Bene | 1 - 3 | River         | 24-26, 25-19, 25-27, 22-25            |
| Finale - 5 marzo 2017 Nelson Mandela Forum, Firenze           | Imoco           | 3 - 0 | River         | 25-23, 25-22, 25-23                   |

### Champions League

#### Fase a eliminazione diretta
| Secondo turno (andata) - 1º novembre 2016 Hala Tivoli, Lubiana        | Kamnik    | 0 - 3 | River     | 19-25, 21-25, 22-25        |
| Secondo turno (ritorno) - 5 novembre 2016 PalaPanini, Modena          | River     | 3 - 1 | Kamnik    | 25-18, 23-25, 25-20, 25-13 |
| Terzo turno (andata) - 15 novembre 2016 PalaPanini, Modena            | River     | 3 - 0 | RC Cannes | 25-19, 25-23, 25-16        |
| Terzo turno (ritorno) - 19 novembre 2016 Palais des Victoires, Cannes | RC Cannes | 1 - 3 | River     | 24-26, 26-28, 25-23, 9-25  |

#### Fase a gironi
| 1ª giornata - 15 dicembre 2016 Arena Szczecin, Stettino            | Chemik Police | 1 - 3 | River         | 21-25, 27-29, 25-21, 13-25        |
| 2ª giornata - 12 gennaio 2017 PalaPanini, Modena                   | River         | 3 - 2 | Imoco         | 23-25, 26-24, 20-25, 25-23, 16-14 |
| 3ª giornata - 25 gennaio 2017 PalaPanini, Modena                   | River         | 3 - 0 | Telekom Baku  | 25-20, 25-16, 26-24               |
| 4ª giornata - 8 febbraio 2017 Sarhadchi Sport Olympic Center, Baku | Telekom Baku  | 1 - 3 | River         | 20-25, 25-23, 23-25, 22-25        |
| 5ª giornata - 22 febbraio 2017 PalaVerde, Villorba                 | Imoco         | 3 - 2 | River         | 26-24, 19-25, 22-25, 25-21, 18-16 |
| 6ª giornata - 28 febbraio 2017 PalaPanini, Modena                  | River         | 3 - 0 | Chemik Police | 25-13, 25-18, 25-22               |

#### Fase a eliminazione diretta
| Play-off a 6 (andata) - 22 marzo 2017 PalaPanini, Modena                 | River        | 0 - 3 | Dinamo Mosca | 22-25, 13-25, 13-25 |
| Play-off a 6 (ritorno) - 5 aprile 2017 Druzhba Multipurpose Arena, Mosca | Dinamo Mosca | 3 - 0 | River        | 25-20, 25-19, 25-21 |

## Statistiche

### Statistiche di squadra
| Competizione     | Punti | In casa | In casa | In casa | In trasferta | In trasferta | In trasferta | Totale | Totale | Totale |
| Competizione     | Punti | G       | V       | P       | G            | V            | P            | G      | V      | P      |
| ---------------- | ----- | ------- | ------- | ------- | ------------ | ------------ | ------------ | ------ | ------ | ------ |
| Serie A1         | 34    | 15      | 7       | 8       | 16           | 9            | 7            | 31     | 16     | 15     |
| Coppa Italia     | -     | 1       | 1       | 0       | 1            | 0            | 1            | 4      | 2      | 2      |
| Champions League | 15    | 6       | 5       | 1       | 6            | 4            | 2            | 12     | 9      | 3      |
| Totale           | -     | 22      | 13      | 9       | 23           | 13           | 10           | 47     | 27     | 20     |

G = partite giocate; V = partite vinte; P = partite perse

### Statistiche dei giocatori
| Giocatore     | Serie A1 | Serie A1 | Serie A1 | Serie A1 | Serie A1 | Coppa Italia | Coppa Italia | Coppa Italia | Coppa Italia | Coppa Italia | Champions League | Champions League | Champions League | Champions League | Champions League | Totale | Totale | Totale | Totale | Totale |
| Giocatore     | P        | PT       | AV       | MV       | BV       | P            | PT           | AV           | MV           | BV           | P                | PT               | AV               | MV               | BV               | P      | PT     | AV     | MV     | BV     |
| ------------- | -------- | -------- | -------- | -------- | -------- | ------------ | ------------ | ------------ | ------------ | ------------ | ---------------- | ---------------- | ---------------- | ---------------- | ---------------- | ------ | ------ | ------ | ------ | ------ |
| Y. Beliën     | 31       | 253      | 163      | 77       | 13       | 4            | ?            | ?            | ?            | ?            | 11               | 92               | 65               | 19               | 8                | 46     | ?      | ?      | ?      | ?      |
| M. Bianchini  | 27       | 67       | 49       | 6        | 12       | 4            | ?            | ?            | ?            | ?            | 9                | 15               | 11               | 3                | 1                | 40     | ?      | ?      | ?      | ?      |
| C. Bosetti    | 29       | 271      | 222      | 31       | 18       | 4            | ?            | ?            | ?            | ?            | 10               | 79               | 59               | 12               | 8                | 43     | ?      | ?      | ?      | ?      |
| J. Brakočević | 31       | 527      | 452      | 40       | 34       | 4            | ?            | ?            | ?            | ?            | 12               | 208              | 168              | 23               | 17               | 46     | ?      | ?      | ?      | ?      |
| V. Caracuta   | 5        | 1        | 1        | 0        | 0        | 1            | 0            | 0            | 0            | 0            | 2                | 1                | 0                | 0                | 1                | 8      | 2      | 1      | 0      | 1      |
| F. Ferretti   | 29       | 59       | 22       | 31       | 6        | 4            | ?            | ?            | ?            | ?            | 12               | 24               | 8                | 6                | 10               | 45     | ?      | ?      | ?      | ?      |
| I. Garzaro    | 19       | 46       | 37       | 7        | 2        | 3            | ?            | ?            | ?            | ?            | 9                | 34               | 26               | 6                | 2                | 31     | ?      | ?      | ?      | ?      |
| L. Heyrman    | 29       | 327      | 240      | 59       | 28       | 4            | ?            | ?            | ?            | ?            | 11               | 107              | 76               | 22               | 9                | 44     | ?      | ?      | ?      | ?      |
| M. Kreklow    | 2        | 0        | 0        | 0        | 0        | -            | -            | -            | -            | -            | 0                | 0                | 0                | 0                | 0                | 2      | 0      | 0      | 0      | 0      |
| G. Leonardi   | 31       | 0        | 0        | 0        | 0        | 4            | ?            | ?            | ?            | ?            | 12               | 0                | 0                | 0                | 0                | 47     | ?      | ?      | ?      | ?      |
| F. Marcon     | 26       | 115      | 102      | 9        | 4        | 2            | ?            | ?            | ?            | ?            | 8                | 54               | 47               | 3                | 4                | 36     | ?      | ?      | ?      | ?      |
| N. Özsoy      | 29       | 424      | 394      | 26       | 4        | ?            | ?            | ?            | ?            | ?            | 12               | 195              | 163              | 20               | 12               | ?      | ?      | ?      | ?      | ?      |
| A. Petrucci   | 10       | 10       | 6        | 1        | 3        | ?            | ?            | ?            | ?            | ?            | 5                | 4                | 4                | 0                | 0                | ?      | ?      | ?      | ?      | ?      |
| F. Valeriano  | 25       | 0        | 0        | 0        | 0        | 3            | ?            | ?            | ?            | ?            | 11               | 2                | 2                | 0                | 0                | 39     | ?      | ?      | ?      | ?      |

P = presenze; PT = punti totali; AV = attacchi vincenti; MV = muri vincenti; BV = battute vincenti